# 箒川ダム
箒川ダム（ほうきがわダム）は、栃木県那須塩原市、一級河川・那珂川水系箒川に建設されたダム。高さ11.1メートルの重力式コンクリートダム（堰）で、東京電力の発電用ダムである。同社の水力発電所・箒川発電所に送水し、最大4,800キロワットの電力を発生する。

## 歴史
1895年（明治28年）、福島県初の電力会社として設立された福島電灯は、1925年（大正14年）に栃木県の電力会社である野州電気を合併し、関東地方に進出。さらに1936年（昭和11年）には栃木県那須郡および塩谷郡を主な供給エリアとしていた塩那電気を合併し、栃木県内でのシェアをいっそう拡大した。同社は1940年（昭和15年）、塩谷郡箒根村（現・那須塩原市）において箒川発電所の建設工事に着手。しかし、日本発送電が1939年（昭和14年）に、そして1942年（昭和17年）に関東配電など9つの配電会社が設立され、日本の電力業界はこうした特殊会社へと整理・統合された。箒川発電所の建設工事については関東配電へと引き継がれ、1943年（昭和18年）に運転を開始した。
1951年（昭和26年）、日本の電気事業は再編成・民営化され、箒川発電所は東京電力に継承された。出力は完成当時4,550キロワットであったが、現在は4,800キロワットにまで増強されている。

## 周辺
塩原温泉郷・大網温泉から斜面を下ると箒川ダムに至る。箒川ダムの周辺には金網が張り巡らされており、ダムの設備やダム湖（人造湖）、ダム下流の川原への一般の立ち入りを制限している。箒川は当地で潜竜峡と呼ばれる峡谷をなし、川に沿って塩原渓谷歩道が整備されている。この遊歩道は箒川ダムを過ぎると、ダム上流に位置する布滝を経て塩原温泉ビジターセンターへと至る。
箒川ダムの下流には塩原ダムがある。治水・利水を目的とする栃木県営の多目的ダムで、1978年（昭和53年）に完成したものの、箒川ダムの水没は免れた。塩原ダムの天端からは、すぐ下流に位置する箒川発電所を望むことができる。
発電所の付近には東京電力のPR施設・TEPCO塩原ランドがある。ここでは、かつて箒川発電所で使用されていた小型の水車が屋外展示されている。これは水車発電機を運転するために必要な油圧を作るための水車で、発電所の運転を開始した1943年から1976年（昭和51年）にかけて使用されていた。タービンや軸受を覆うカバーが切り取られ、内部の構造が見て取れるようになっている。

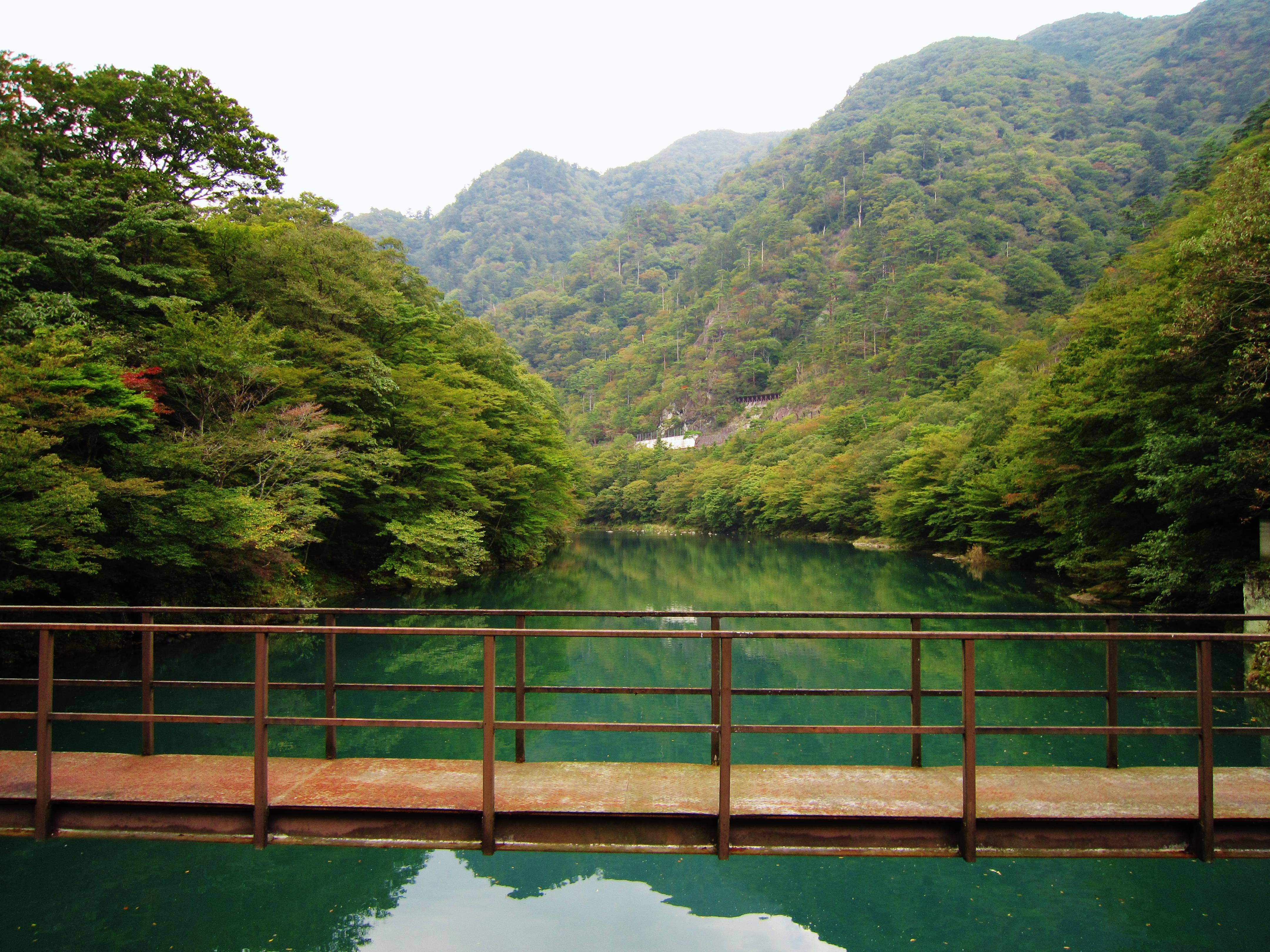
箒川ダム湖
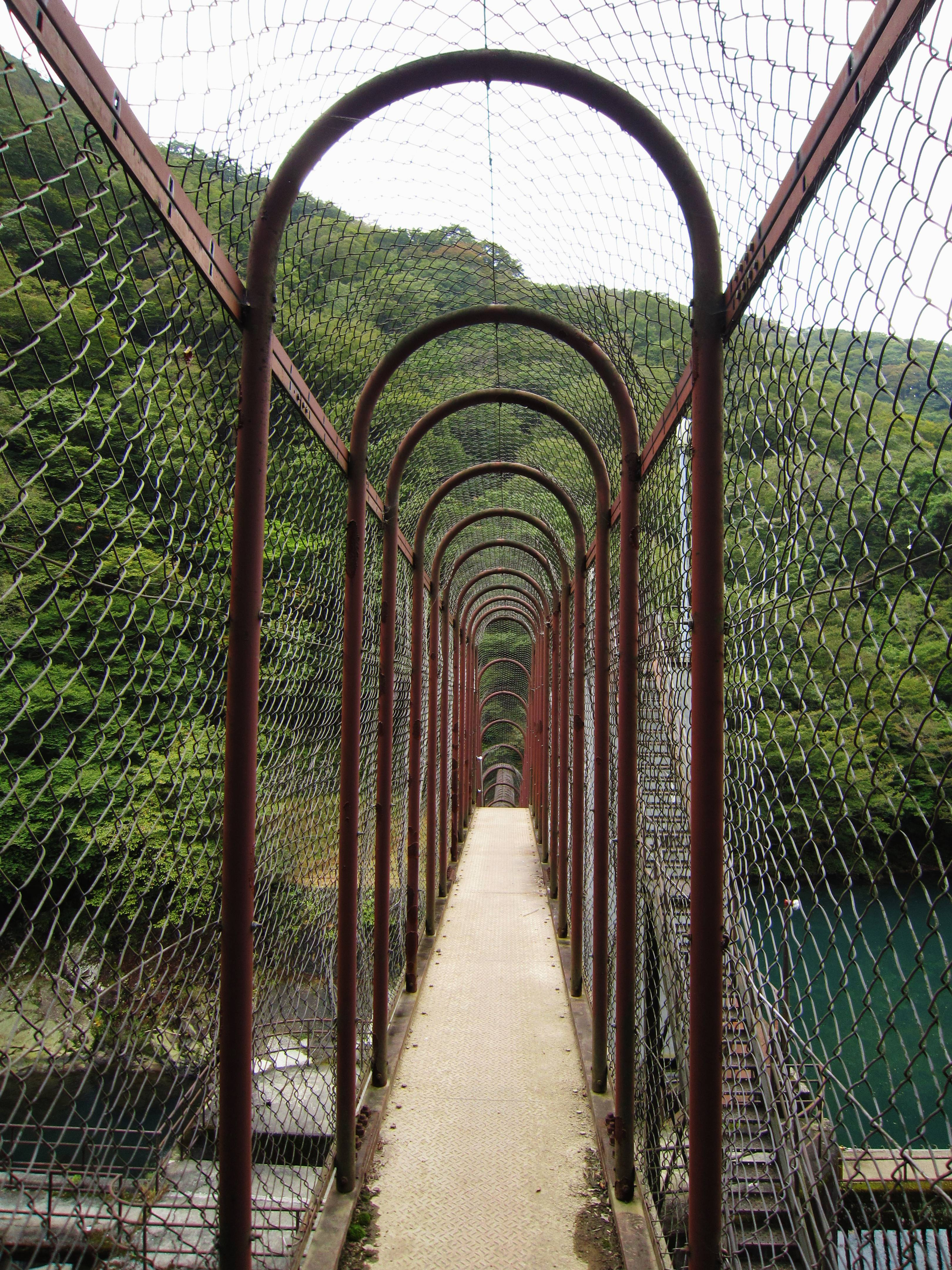
一般客の通行のため箒川ダムに設けられた金網のアーチ
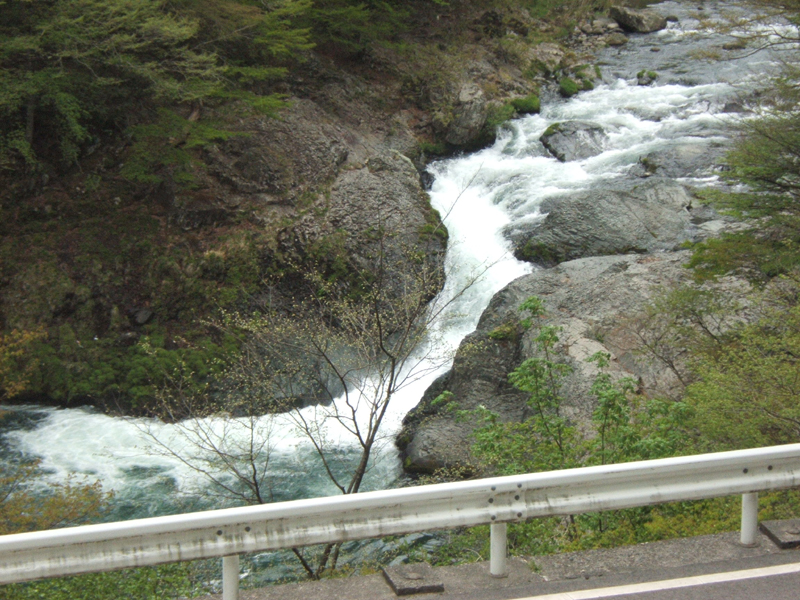
箒川ダム上流の布滝
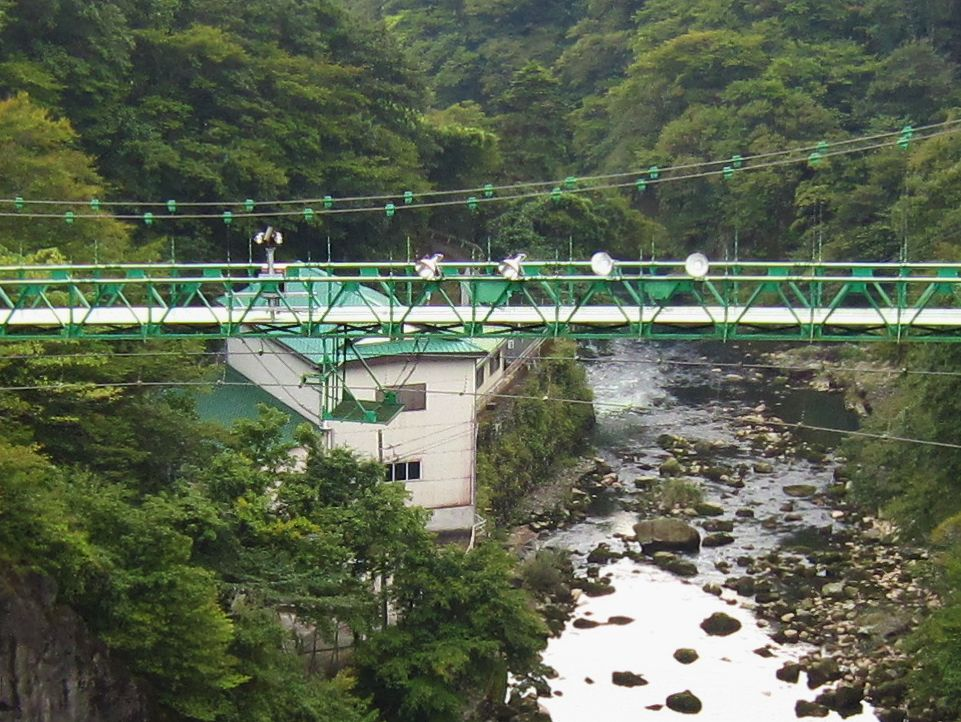
塩原ダムから望む箒川発電所
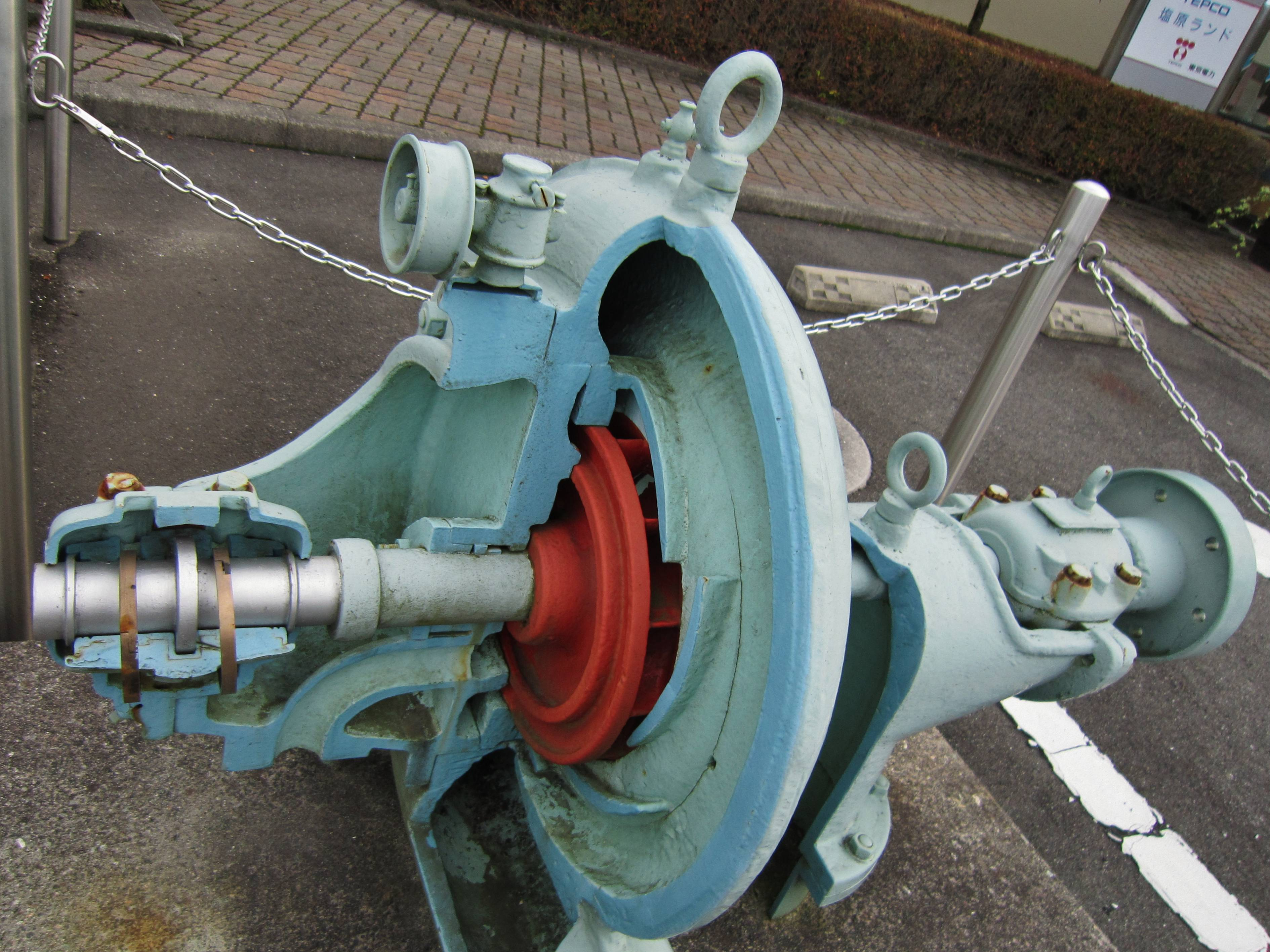
箒川発電所で使用されていた水車（TEPCO塩原ランド）